# 중희당
중희당(重熙堂)은 창덕궁 내부에 있었던 동궁의 정당이다. 1782년에 문효세자를 위해 정조가 건립하였다.

## 역사
본래 창덕궁의 동궁은 건양문 바깥에 있었는데, 1764년(영조 40년)에 동궁의 정전이 화재로 불타 사라진 후 중건하지 않았다. 그러다가 1780년(정조 4년)에 정당마저 소실되자 정조는 중건도감(重建都監)을 설치하여 중건을 도모하다가 취소한다.
이후 1782년 9월에 문효세자가 태어나자 중희당을 세웠다. 1784년에는 수강재도 설치하였는데, 1786년 문효세자가 병으로 죽어 동궁으로 사용되지 못했다.
이후 효명세자가 대리청정할 때에 중희당을 왕세자의 정당(正堂)으로, 수강재를 별당(別堂)으로 규정했다.

## 중희당 권역

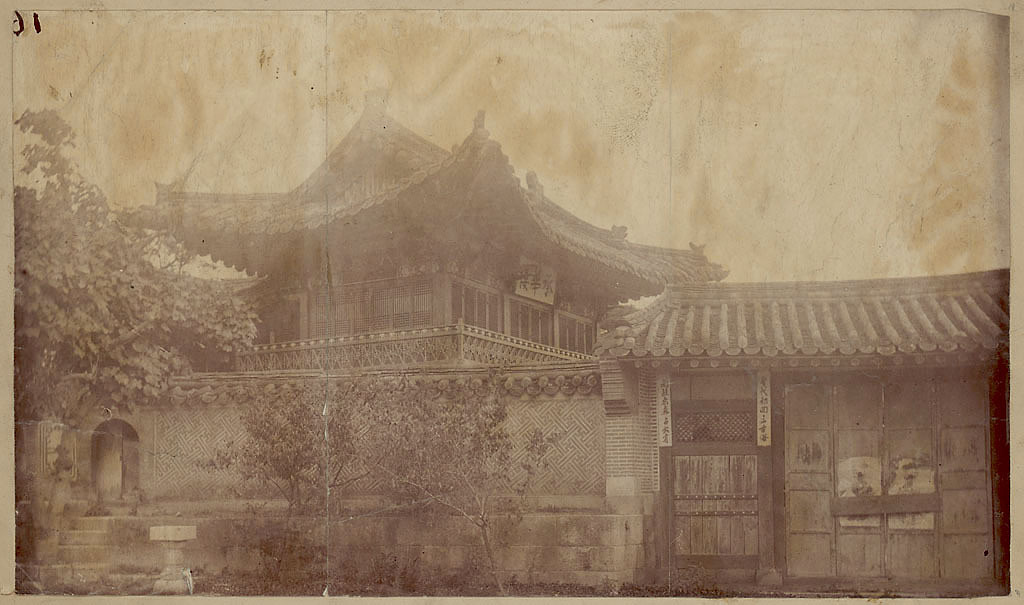
1880년에 촬영한 승화루의 사진.

중희당 권역은 승화루 권역이라고도 하며, 문화재청은 크게 칠분서, 삼삼와, 승화루, 함양문을 여기에 분류한다.

## 갤러리

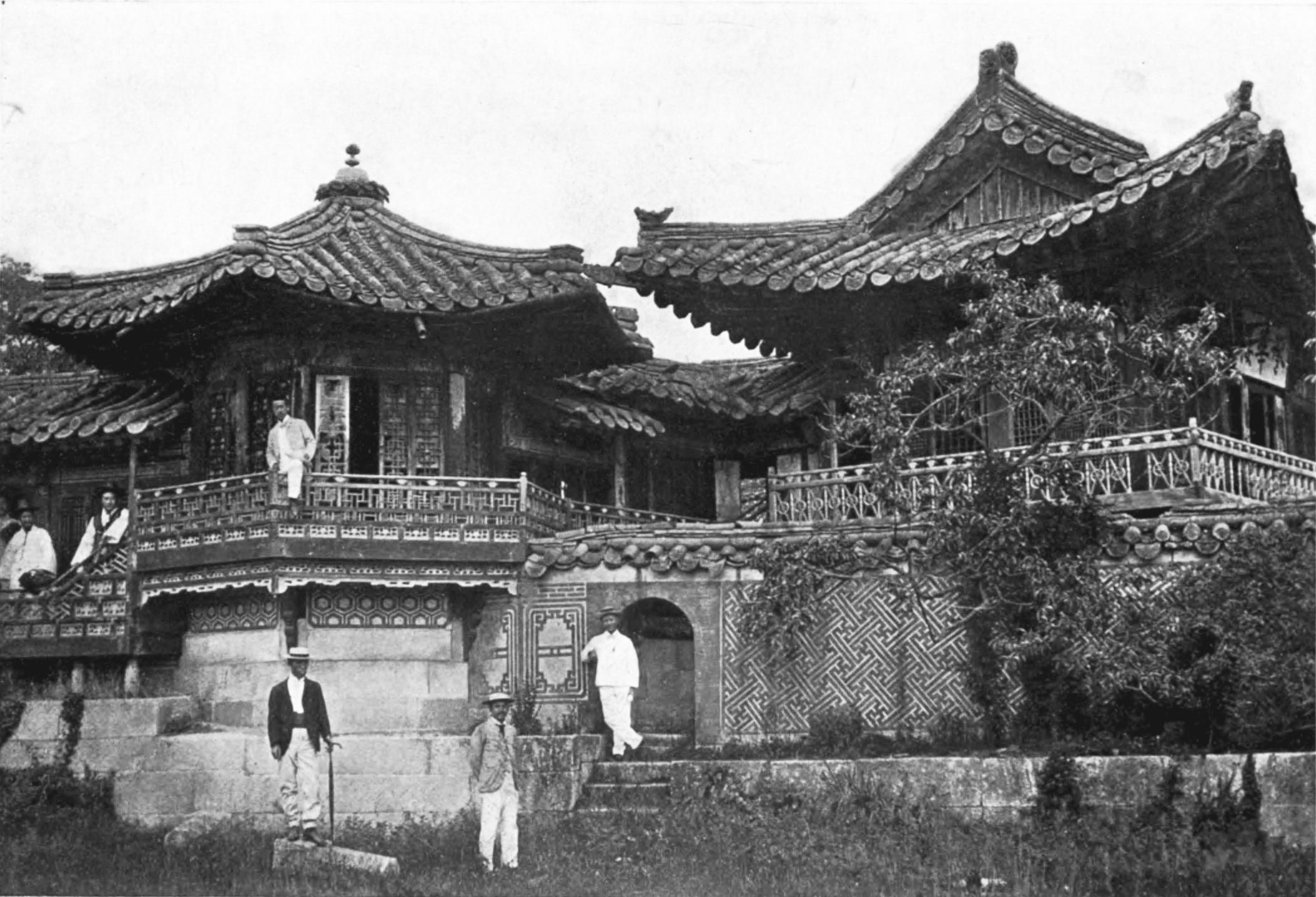
좌측의 육각정이 삼삼와, 우측의 건물이 승화루이다.
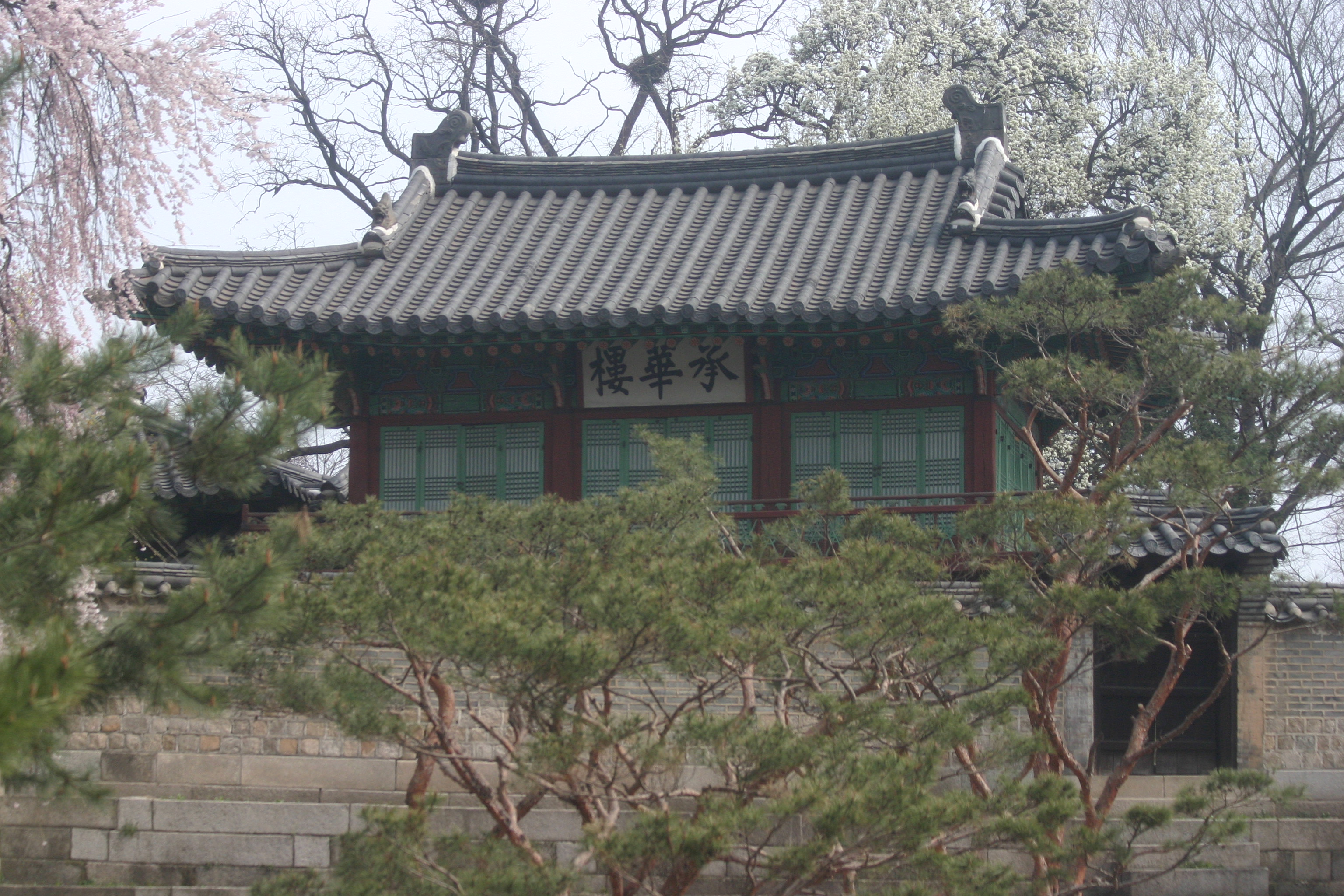
승화루의 사진